# 빅토리아 코네팔
빅토리아 코네팔(영어: Victoria Konefal, 1996년 10월 29일 ~ )은 미국의 배우이다. 연속극 우리 생애 나날들에서 시아라 브래디 역으로 유명하다.

## 출연 작품
- 샌디 글래스를 잊다 (2016년)
- 모던 패밀리 (2016년)
- 잘못된 짝사랑 (2017년)
- 치명적인 교환 (2017년)
- 우리 생애 나날들 (2017년-2022년)
- 서커스 케인 (2017년)
- 우리 생애 나날들: 살렘 너머 (2022년)